# Darko Stošić
Darko Stošić (ur. 9 lutego 1992 w Laćaraku) – serbski zawodnik mieszanych sztuk walki (MMA) oraz judoka. Były mistrz FFC w wadze ciężkiej.  W latach 2018-2020 walczył dla największej organizacji MMA na świecie – UFC. Aktualnie jest związany z polską organizacją KSW, w której zajmuje 1. miejsce w oficjalnym rankingu wagi ciężkiej.

## Życiorys
Uczęszczał do Szkoły Podstawowej Triva Vitasović Lebarnik, gdzie rozpoczął naukę judo w LSK Judo Club w Laćaraku. Zdobył wiele tytułów mistrzowskich w judo w Serbii i na Bałkanach, zanim zajął się kickboxingiem. MMA zaczął trenować w wieku 18 lat, trenując w klubie Car Dušan Silni wraz z Gagim Tešanovićem i Rođą Radosavljevićem, po powstaniu Tesla Fighting Championship, z nadzieją na walkę w ramach tej organizacji.

## Kariera judo
Zaczął trenować judo w wieku 7 lat, aż do 2012 roku pod okiem Mišy'a Joveticia. Był 10-krotnym mistrzem kraju w judo oraz dwukrotnym mistrzem Bałkanów, za co otrzymał nagrodę dla najlepszego zawodnika klubu MMA Red Star.

## Kariera MMA

### Wczesna kariera
Zawodową karierę MMA rozpoczął w 2012 roku. Walczył w różnych organizacjach, takich jak Tesla Fighting Championship, Adrenalin Freefight Challenge i Final Fight Championship, gdzie był mistrzem wagi ciężkiej. Przed podpisaniem kontraktu z Ultimate Fighting Championship w grudniu 2017 roku posiadał rekord 12-1.

### UFC
W pierwszej walce dla amerykańskiej organizacji, 22 lipca 2018 na gali UFC Fight Night: Shogun vs. Smith, zmierzył się przeciwko Jeremy’emu Kimballowi. Walkę wygrał przez techniczny nokaut.
W drugiej walce miał zmierzyć się z Magomiedem Ankalajewem 23 lutego 2019 na UFC on ESPN+ 3, jednak miesiąc przed nią wycofał się z niej, powołując się na kontuzję. Rosjanin zamiast tego zmierzył się z debiutującym w organizacji Klidsonem Abreu.
Jego druga walka w UFC odbyła się 1 czerwca 2019 przeciwko Devinowi Clarkowi na gali UFC Fight Night: Gustafsson vs. Smith. Walkę przegrał przez jednogłośną decyzję.
3 sierpnia 2019 na gali UFC on ESPN: Covington vs. Lawler zmierzył się z Kennedym Nzechukwu. Walkę przegrał przez jednogłośną decyzję.
Podczas UFC Fight Night 166 skrzyżował rękawice z Jamahalem Hillem 25 stycznia 2020. Odnotował trzecią porażkę z rzędu przegrywając jednogłośną decyzją.
Po serii przegranych został zwolniony przez UFC 11 lutego 2020.

### Początki w KSW i walka dla Brave CF
W kwietniu 2020 roku, ogłoszono, że Stošić podpisuje kontrakt na 4 walki z Konfrontacją Sztuk Walki. Na gali KSW 59: Fight Code zadebiutował w organizacji, walcząc z weteranem KSW, Michałem Włodarkiem. Stošić wygrał tę walkę przez nokaut w drugiej rundzie. Po walce otrzymał bonus finansowy za nokaut wieczoru.
Następnie Stošić w zastępstwie za Jaya Silvę, zmierzył się z Michałem Kitą 5 czerwca 2021 na gali KSW 61: To Fight or Not To Fight. Kontrolował większość walki i wykończył Kitę w pierwszej rundzie ciosami w parterze. Po tym pojedynku otrzymał również bonus za nokaut wieczoru.
4 września 2021 na gali KSW 63: Crime of The Century wygrał walkę z Michałem Andryszakiem przez niejednogłośną decyzję sędziowską, która była eliminatorem do walki o pas mistrzowski. Pierwotnie Stošić miał zmierzyć się z mistrzem Philem De Friesem, który doznał kontuzji.
Podczas KSW 67: De Fries vs. Stosič 26 lutego 2022 stoczył walkę o pas wagi ciężkiej z Philem De Friesem. Po całkowitej dominacji panującego mistrza w parterze ostatecznie Stošić zdecydował się poddać w piątej rundzie, odklepując w matę.
10 września 2022 na KSW 74: De Fries vs. Prasel w Ostrowie Wielkopolskim ponownie znokautował w rewanżowej walce Michała Kitę, jednak tym razem w późniejszej, drugiej odsłonie. Stošić po tej walce został po raz trzeci nagrodzony bonusem finansowym w kategorii nokaut wieczoru.

### Dalsze walki w KSW oraz FNC
Kolejną walkę stoczył dla Brave Combat Federation. 18 lutego 2023 na gali Brave CF 69 w serbskim Belgradzie mimo dobrego początku walki przegrał przez nokaut z niepokonanym Szamilem Gaziewem.
15 lipca 2023 na gali KSW 84: De Fries vs. Bajor w Gdynia Arenie powrócił do okrągłej klatki KSW, mierząc się z niepokonanym Słowakiem, Stefanem Vojcakiem. Zwyciężył pojedynek w swoim stylu, nokautując rywala w trzeciej rundzie. Trzy dni później po raz czwarty został wyróżniony bonusem za nokaut wieczoru przez polską federację.
W głównej walce wieczoru gali KSW 87, która odbyła się w czeskim Trzyńcu zawalczył z lokalnym bohaterem Michalem Martínkiem. Znokautował Czecha ciosem lewym sierpowym już po dwóch minutach rundy pierwszej. Potem został piąty raz nagrodzony bonusem za nokaut wieczoru.
W styczniu 2024 roku, menadżer Darko Stošicia ogłosił, że ten przedłużył kontrakt na walki w KSW oraz zapowiedział jego występ na specjalnej lutowej gali XTB KSW Epic. 24 lutego 2024 w PreZero Arena Gliwice zmierzył się z pretendentem do tytułu wagi ciężkiej organizacji PFL, Matheusem Scheffelem. Walka odbyła się na zmodyfikowanych zasadach legendarnej organizacji Pride FC, z między innymi soccer kickami i stompami, czyli atakami nogami na głowę rywala w parterze, ale bez uderzeń łokciami. „The Hammer” po raz kolejny odniósł trumf przed czasem w pierwszej rundzie, jednak tym razem przez TKO po mocnych uderzeniach.
Pod koniec marca 2024 podczas gali FNC 15, organizowanej przez chorwacką federację Fight Nation Championship, został zapowiedziany pojedynek Stošicia z Miranem Fabjanem. Do serbsko-słoweńskiego starcia doszło na czerwcowej gali Ahilej FNC 17: Meridianbet Epic Clash, która odbyła się w Belgradzie. Zwyciężył przez techniczny nokaut w pierwszej rundzie, notując czwartą wygraną z rzędu.
W czerwcu 2024 dyrektor sportowy organizacji KSW w wywiadzie udzielonym dla portalu InTheCage.pl zapowiedział, że Stošić po ostatniej wygranej walce zawalczy ponownie o pas mistrzowski. Rewanż Stošicia z mistrzem Philem De Friesem odbył się 16 listopada 2024 na jubileuszowej gali XTB KSW 100: Khalidov vs. Bartosiński w Gliwicach. Po raz drugi uległ Anglikowi przez techniczny nokaut, jednak tym razem już w pierwszej odsłonie rundowej.
Oczekiwano, że w kolejnej walce dla FNC zawalczy 24 maja 2025 na wydarzeniu FNC 23 w Belgradzie. Jego przeciwnikiem miał zostać były mistrz czesko-słowackiej organizacji, Hatef Moeil, którego Stošić pokonał blisko 10 lat temu. Ostatecznie Stošić doznał kontuzji i wycofał się z walki.

## Osiągnięcia

### Judo
- 2008: Mistrz Serbii do lat 17 w kat. 90 kg[57]
- 2008: Mistrz Bałkanów do lat 17 w kat. 90 kg[58]
- 2010: Mistrz Serbii do lat 20 w kat. 100 kg[59]
- 2010: Mistrz Serbii do lat 23 w kat. 100 kg[60]
- 2011: Mistrz Serbii do lat 20 w kat. 100 kg[61]
- 2011: Mistrz Bałkanów do lat 20 w kat. 100 kg[62]

### Mieszane sztuki walki
- Final Fight Championship
  - 2016-2017: Mistrz FFC w wadze ciężkiej

- Konfrontacja Sztuk Walki
  - Bonus za nokaut wieczoru (pięć razy) vs. vs. Michał Włodarek (2021)[26], Michał Kita (2021)[29], (2022)[36], Stefan Vojcak (2023)[41], Michal Martínek (2023)[63]

## Lista zawodowych walk w MMA
| Wynik     | Bilans | Przeciwnik (bilans przed walką) | Rozstrzygnięcie                                           | Runda | Czas | Rozgrywki                               | Data       | Miejsce             | Uwagi                                                                        |
| --------- | ------ | ------------------------------- | --------------------------------------------------------- | ----- | ---- | --------------------------------------- | ---------- | ------------------- | ---------------------------------------------------------------------------- |
|           |        | Ivan Vitasović (13-6-1)         |                                                           |       |      | FNC 24                                  | 06.09.2025 | Zagrzeb             | Pojedynek o pas mistrzowski FNC w wadze ciężkiej. Main Event                 |
| Przegrana | 21-7   | Phil De Fries (25-6. 1 NC)      | TKO (ciosy pięściami w parterze)                          | 1     | 4:11 | XTB KSW 100: Khalidov vs. Bartosiński   | 16.11.2024 | Gliwice             | Pojedynek o pas międzynarodowego mistrza KSW w wadze ciężkiej. Co-Main Event |
| Wygrana   | 21-6   | Miran Fabjan (4-2)              | TKO (ciosy pięściami)                                     | 1     | 4:34 | Ahilej FNC 17: Meridianbet Epic Clash   | 01.06.2024 | Belgrad             | Main Event                                                                   |
| Wygrana   | 20-6   | Matheus Scheffel (17-10. 1 NC)  | TKO (ciosy pięściami)                                     | 1     | 1:14 | XTB KSW Epic: Khalidov vs. Adamek       | 24.02.2024 | Gliwice             | Walka na zmodyfikowanych zasadach organizacji Pride FC.                      |
| Wygrana   | 19-6   | Michal Martínek (10-4)          | KO (lewy sierpowy)                                        | 1     | 2:04 | KSW 87: Stošić vs. Martínek             | 14.10.2023 | Trzyniec            | Bonus za nokaut wieczoru. Main Event                                         |
| Wygrana   | 18-6   | Stefan Vojcak (6-0)             | KO (prawy sierpowy)                                       | 3     | 2:34 | KSW 84: De Fries vs. Bajor              | 15.07.2023 | Gdynia              | Bonus za nokaut wieczoru.                                                    |
| Przegrana | 17-6   | Szamil Gaziew (9-0)             | KO (prawy podbródkowy i ciosy pięściami)                  | 1     | 2:54 | Brave CF 69                             | 18.02.2023 | Belgrad             | Co-Main Event                                                                |
| Wygrana   | 17-5   | Michał Kita (21-14-1)           | KO (lewy sierpowy i ciosy pięściami w parterze)           | 2     | 2:54 | KSW 74: De Fries vs. Prasel             | 10.09.2022 | Ostrów Wielkopolski | Bonus za nokaut wieczoru.                                                    |
| Przegrana | 16-5   | Phil De Fries (20-6. 1 NC)      | TKO (poddanie się po ciosach w parterze)                  | 5     | 3:40 | KSW 67: De Fries vs. Stosič             | 26.02.2022 | Warszawa            | Pojedynek o pas międzynarodowego mistrza KSW w wadze ciężkiej. Main Event    |
| Wygrana   | 16-4   | Michał Andryszak (22-9)         | Decyzja (niejednogłośna)                                  | 3     | 5:00 | KSW 63: Crime of The Century            | 04.09.2021 | Warszawa            | Eliminator do walki o pas międzynarodowego mistrza KSW w wadze ciężkiej.     |
| Wygrana   | 15-4   | Michał Kita (20-12-1)           | KO (prawy sierpowy w stójce i ciosy pięściami w parterze) | 1     | 4:05 | KSW 61: To Fight or Not To Fight        | 05.06.2021 | Gdańsk/Sopot        | Bonus za nokaut wieczoru.                                                    |
| Wygrana   | 14-4   | Michał Włodarek (8-2)           | KO (cios młotkowy w parterze)                             | 2     | 4:40 | KSW 59: Fight Code                      | 20.03.2021 | Łódź                | Debiut w KSW. Powrót do wagi ciężkiej. Bonus za nokaut wieczoru.             |
| Przegrana | 13-4   | Jamahal Hill (6-0)              | Decyzja (jednogłośna)                                     | 3     | 5:00 | UFC Fight Night: Blaydes vs. dos Santos | 25.01.2020 | Raleigh             |                                                                              |
| Przegrana | 13-3   | Kennedy Nzechukwu (6-1)         | Decyzja (jednogłośna)                                     | 3     | 5:00 | UFC on ESPN: Covington vs. Lawler       | 03.08.2019 | Newark              |                                                                              |
| Przegrana | 13-2   | Devin Clark (9-3)               | Decyzja (jednogłośna)                                     | 3     | 5:00 | UFC on ESPN+ 10: Gustafsson vs. Smith   | 01.06.2019 | Sztokholm           |                                                                              |
| Wygrana   | 13-1   | Jeremy Kimball (15-7)           | TKO (łokcie i ciosy pięściami)                            | 1     | 3:13 | UFC Fight Night: Shogun vs. Smith       | 22.07.2018 | Hamburg             | Debiut w UFC. Powrót do wagi półciężkiej.                                    |
| Wygrana   | 12-1   | Tomasz Czerwiński (8-15)        | TKO (ciosy pięściami)                                     | 1     | ?    | Collision Fighting League 1             | 30.09.2017 | Belgrad             |                                                                              |
| Wygrana   | 11-1   | Emil Zahariev (22-7-1)          | TKO (niskie kopnięcia)                                    | 1     | 2:07 | Final Fight Championship 28             | 11.03.2017 | Ateny               | Obronił pas mistrzowski FFC w wadze ciężkiej.                                |
| Wygrana   | 10-1   | Dion Staring (35-14)            | Decyzja (jednogłośna)                                     | 3     | 5:00 | Final Fight Championship 27             | 17.12.2016 | Zagrzeb             | Obronił pas mistrzowski FFC w wadze ciężkiej.                                |
| Wygrana   | 9-1    | Dion Staring (35-13)            | Decyzja (większościowa)                                   | 3     | 5:00 | Final Fight Championship 26             | 04.08.2016 | Linz                | Zdobył pas mistrzowski FFC w wadze ciężkiej.                                 |
| Wygrana   | 8-1    | Manny Murillo (6-4)             | TKO (ciosy pięściami)                                     | 1     | 0:56 | Final Fight Championship 25             | 10.06.2016 | Springfield         |                                                                              |
| Wygrana   | 7-1    | Ivan Vitasović (2-2)            | Poddanie (americana)                                      | 1     | 2:59 | Final Fight Championship 21             | 27.11.2015 | Rijeka              |                                                                              |
| Wygrana   | 6-1    | Hatef Moeil (0-0)               | TKO (przerwanie przez narożnik)                           | 2     | 1:17 | Final Fight Championship 19             | 18.09.2015 | Linz                |                                                                              |
| Wygrana   | 5-1    | Dionysis Papadopoulos (1-1)     | TKO (ciosy pięściami)                                     | 1     | 0:59 | Final Fight Championship 7              | 13.03.2015 | Sarajewo            | Powrót do wagi ciężkiej.                                                     |
| Przegrana | 4-1    | Jiří Procházka (10-2)           | TKO (ciosy pięściami)                                     | 1     | 1:09 | GCF Challenge: Cage Fight 5             | 04.08.2014 | Brno                | Debiut w wadze półciężkiej.                                                  |
| Wygrana   | 4-0    | Rizwan Kuniew (2-0-1)           | Decyzja (jednogłośna)                                     | 3     | 5:00 | Tesla Fighting Championship 4           | 14.06.2014 | Pomoravlje          |                                                                              |
| Wygrana   | 3-0    | Saša Lazić (13-22-1)            | TKO (ciosy pięściami)                                     | 1     | 2:19 | Master Challenge 2                      | 12.01.2014 | Pomoravlje          |                                                                              |
| Wygrana   | 2-0    | Rok Kokotec (2-1)               | TKO (ciosy pięściami)                                     | 1     | 0:30 | AFC 6                                   | 18.05.2013 | Trbovlje            |                                                                              |
| Wygrana   | 1-0    | Željko Sarić (0-0)              | Decyzja (jednogłośna)                                     | 3     | 5:00 | Tesla Fighting Championship 3           | 23.06.2012 | Belgrad             |                                                                              |